# Flèche wallonne 2015
Vous lisez un « bon article » labellisé en 2015.
Cet article traite uniquement de la compétition masculine. Pour les résultats de la compétition féminine, voir Flèche wallonne féminine 2015.
La 79e édition de la Flèche wallonne a eu lieu le 22 avril 2015. C'est la douzième épreuve de l'UCI World Tour 2015.
Cette course est une des classiques ardennaises et se dispute entre l'Amstel Gold Race et Liège-Bastogne-Liège. Sur une distance de 205,5 km, elle relie Waremme à Huy en Belgique. Le point clé de la course est l'ascension du mur de Huy. Effectuée à trois reprises, cette montée constitue la montée finale de l'épreuve en haut de laquelle se situe la ligne d'arrivée, ce qui fait que cette course convient particulièrement à des coureurs aux profils de puncheur ou grimpeur. Cette arrivée étant reprise lors de la troisième étape du Tour de France en juillet, elle amène des coureurs ayant cet objectif à venir sur la course belge pour s'en servir de préparation.
L'épreuve est remportée par le tenant du titre, l'Espagnol Alejandro Valverde (Movistar), qui s'impose respectivement devant le Français Julian Alaphilippe (Etixx-Quick Step) et le Suisse Michael Albasini (Orica-GreenEDGE) qui finissent dans le même temps qu'un groupe de cinq coureurs. Valverde s'impose également sur Liège-Bastogne-Liège quatre jours après.

## Présentation

### Parcours
- Partie en ligne de la course, ici entre Ohey et la première ascension du mur de Huy.
- Circuit no 1, 58,5 km.
- Circuit no 2, 28 km.

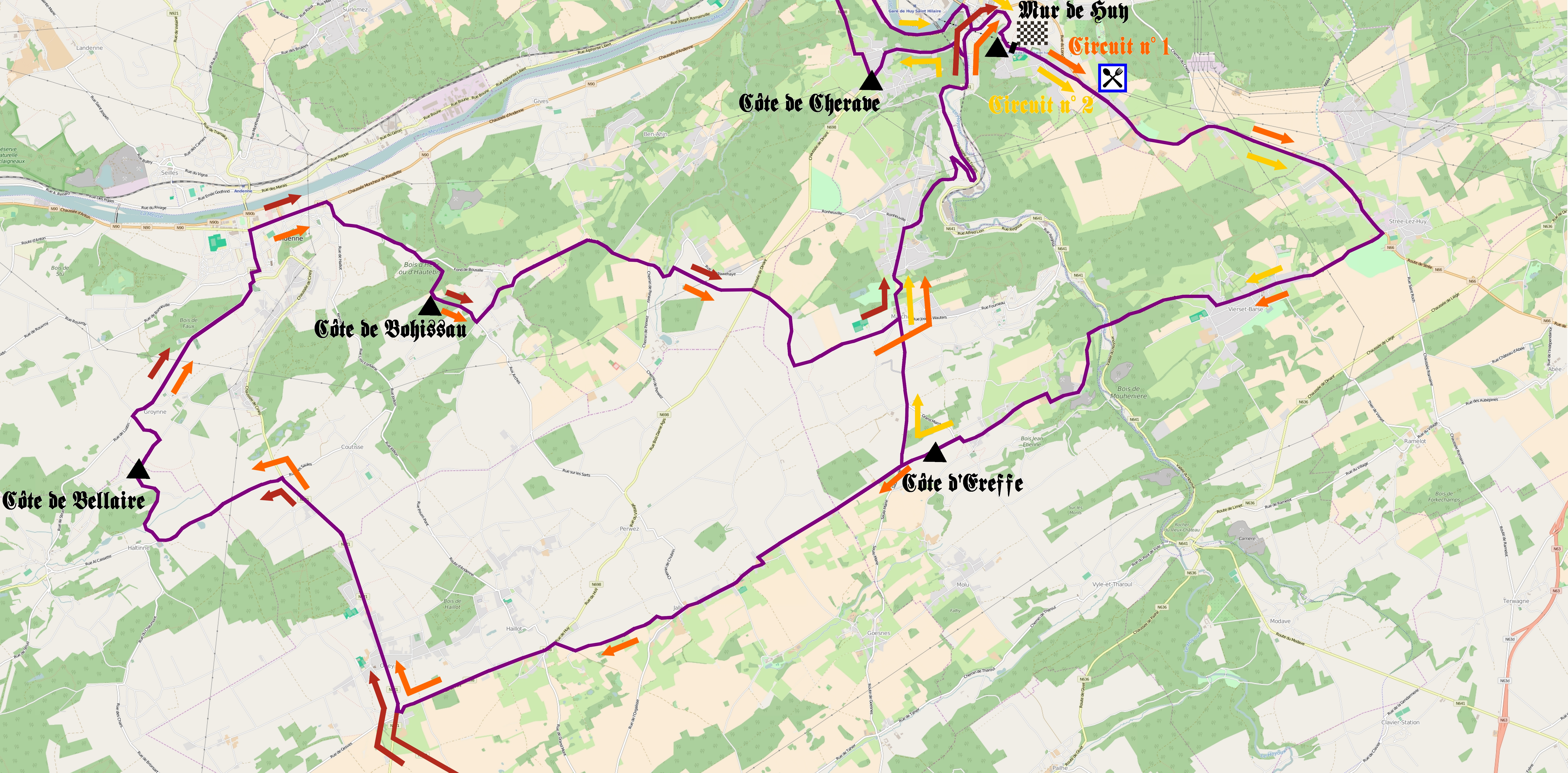
Les circuits locaux.

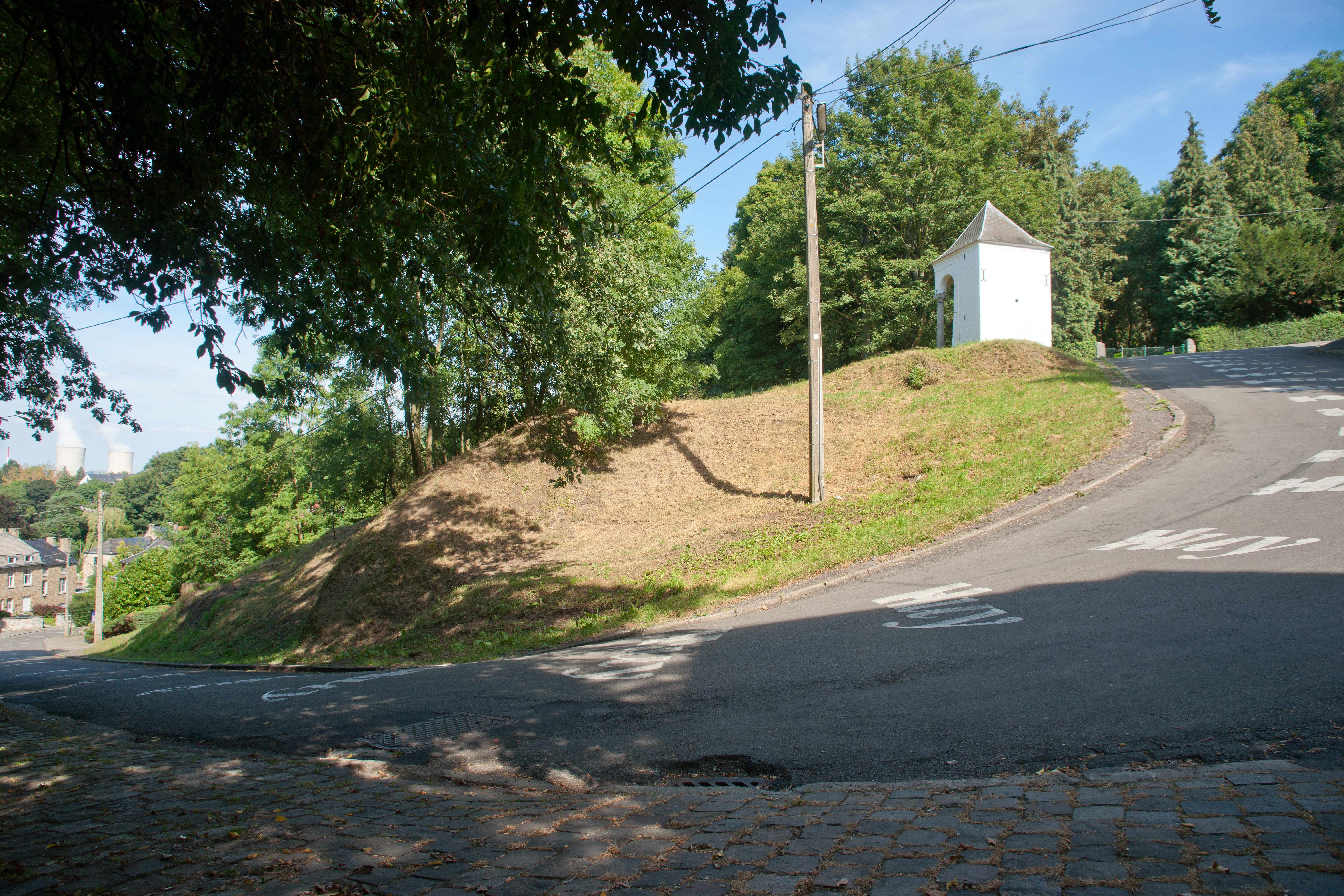
Vue du mur de Huy.

L'édition 2015 de la Flèche wallonne a une distance de 205,5 km. Le départ se situe à Waremme dans la province de Liège sur la rue de Huy avec une zone neutralisée de 2 km au préalable. La première partie de l'itinéraire se dirige vers le sud-est par Faimes et Saint-Georges-sur-Meuse avant d'atteindre la première ascension de la journée, la côte des 36 tournants, après 22 km. Après la montée, les coureurs continuent dans la même direction jusqu'à Anthisnes puis vers le sud. Le peloton traverse ensuite Ouffet avant d'atteindre Durbuy après 55 km. La route tourne vers l'ouest, traverse Havelange jusque Ohey après 84,5 km. Les routes entre la côte des 36 tournants et Ohey sont vallonnées, tout en ne comportant pas d'ascensions répertoriées.
Après avoir atteint Ohey, l'itinéraire entame une série de boucles. Les coureurs prennent la direction du nord, du sud-ouest puis à nouveau du nord pour atteindre la deuxième ascension de la journée, la côte de Bellaire, après 92 km de course. La route continue au nord à Andenne, puis vers l'est à la troisième montée du jour, la côte de Bohissau, dont le sommet est au 100e kilomètre. Les coureurs roulent ensuite nord-est pour atteindre la première ascension du mur de Huy. Cette montée se situe au 118e kilomètre.
Après cette ascension, le peloton suit un premier circuit de 58,5 km qui commence par une zone de ravitaillement. Le peloton se dirige vers Modave, grimpe la côte d'Ereffe au 131e kilomètre puis les coureurs se dirigent vers Ohey. Une fois arrivée dans cette commune, le peloton reprend les mêmes routes que précédemment entre Ohey et Huy, en passant par les côtes de Bellaire, de Bohissau et le mur de Huy, l'arrivée se situant au sommet de ce dernier à 29 km.
La dernière boucle de la course suit initialement les mêmes routes que le premier circuit jusqu'à l'ascension de la côte d'Ereffe. Après cette difficulté, l'itinéraire oblique vers le nord pour prendre une route plus directe vers Huy, tout en reprenant certaines des routes de la première boucle. Dans la ville, les coureurs quittent cette route pour se diriger vers la côte de Cherave, nouveauté ajoutée lors de cette édition et qui rend la fin du parcours plus difficile. Les routes avant cette montée sont étroites et sinueuses avec un passage à niveau au pied de la montée dont la distance est de 1 300 m avec une pente moyenne de 8,1 %. La première partie de l'ascension est la plus pentue et comporte des passages à 15 %. Le sommet de la côte de Cherave se situe à 5,5 km de la ligne d'arrivée et est suivie par un virage serré à droite et une descente rapide pour retourner dans Huy.
Le final de course est l'ascension, longue de 1 300 m, du mur de Huy, qui a une pente moyenne de 9,6 %. Après 400 m à moins de 7 %, la pente approche les 10 %. La pente la plus forte arrive après 800 m de montée avec une courbe en "S" et le pourcentage maximal atteint environ 24 %, ce qui a permis lors des éditions précédentes des attaques décisives pour la victoire,. La ligne d'arrivée est au sommet du Mur. Traditionnellement, la décision sur cette course se fait uniquement sur cette montée finale, ce qui fait que la Flèche wallonne est assimilée à une « course de côte »,.
Onze côtes sont donc répertoriées pour cette course :
| Num | Nom                   | km    | Longueur (m) | Pente moyenne | km de l'arrivée |
| --- | --------------------- | ----- | ------------ | ------------- | --------------- |
| 1   | Côte des 36 tournants | 22    | 2 900        | 4,8 %         | 183,5           |
| 2   | Côte de Bellaire      | 92    | 1 000        | 6,3 %         | 113,5           |
| 3   | Côte de Bohissau      | 100   | 2 400        | 5,5 %         | 105,5           |
| 4   | Mur de Huy            | 118   | 1 300        | 9,6 %         | 87,5            |
| 5   | Côte d'Ereffe         | 131   | 2 100        | 5 %           | 74,5            |
| 6   | Côte de Bellaire      | 150   | 1 000        | 6,3 %         | 55,5            |
| 7   | Côte de Bohissau      | 158,5 | 2 400        | 5,5 %         | 47              |
| 8   | Mur de Huy            | 176,5 | 1 300        | 9,6 %         | 29              |
| 9   | Côte d'Ereffe         | 189   | 2 100        | 5 %           | 16,5            |
| 10  | Côte de Cherave       | 200   | 1 300        | 8,1 %         | 5,5             |
| 11  | Mur de Huy            | 205,5 | 1 300        | 9,6 %         | 0               |

### Équipes
L'organisateur Amaury Sport Organisation (ASO) a communiqué la liste des huit équipes invitées pour la Flèche wallonne et Liège-Bastogne-Liège le 9 mars 2015. Vingt-cinq équipes, devant comporter un minimum de cinq coureurs et un maximum de huit, participent à cette Flèche wallonne - dix-sept WorldTeams, obligées de participer aux courses de ce niveau, et huit équipes continentales professionnelles invitées :
| UCI WorldTeams      | UCI WorldTeams | UCI WorldTeams |
| Nom de l'équipe     | Pays           | Code           |
| ------------------- | -------------- | -------------- |
| AG2R La Mondiale    | France         | ALM            |
| Astana              | Kazakhstan     | AST            |
| BMC Racing          | États-Unis     | BMC            |
| Cannondale-Garmin   | États-Unis     | TCG            |
| Etixx-Quick Step    | Belgique       | EQS            |
| FDJ                 | France         | FDJ            |
| Giant-Alpecin       | Allemagne      | TGA            |
| IAM                 | Suisse         | IAM            |
| Katusha             | Russie         | KAT            |
| Lampre-Merida       | Italie         | LAM            |
| Lotto NL-Jumbo      | Pays-Bas       | TLJ            |
| Lotto-Soudal        | Belgique       | LTS            |
| Movistar            | Espagne        | MOV            |
| Orica-GreenEDGE     | Australie      | OGE            |
| Sky                 | Royaume-Uni    | SKY            |
| Tinkoff-Saxo        | Russie         | TCS            |
| Trek Factory Racing | États-Unis     | TFR            |

| Équipes continentales professionnelles | Équipes continentales professionnelles | Équipes continentales professionnelles |
| Nom de l'équipe                        | Pays                                   | Code                                   |
| -------------------------------------- | -------------------------------------- | -------------------------------------- |
| Bretagne-Séché Environnement           | France                                 | BSE                                    |
| Cofidis                                | France                                 | COF                                    |
| Europcar                               | France                                 | EUC                                    |
| MTN-Qhubeka                            | Afrique du Sud                         | MTN                                    |
| Roompot Oranje Peloton                 | Pays-Bas                               | ROP                                    |
| Topsport Vlaanderen-Baloise            | Belgique                               | TSV                                    |
| UnitedHealthcare                       | États-Unis                             | UHC                                    |
| Wanty-Groupe Gobert                    | Belgique                               | WGG                                    |

### Règlement

#### Comité d'organisation
La Flèche wallonne est une course organisée par Amaury Sport Organisation (ASO) dirigée par Christian Prudhomme. Au niveau technico-sportif, la direction de l'épreuve est assurée par François Lemarchand aidé de Jean-Michel Monin.

#### Délais d'arrivée
Lors d'une course cycliste, les coureurs sont tenus d'arriver dans un laps de temps imparti à la suite du premier pour pouvoir être classés. Ces délais sont variables selon la difficulté d'une course. Lors de cette édition de la Flèche wallonne, les délais prévus sont de 8 % du temps du vainqueur, conformément au règlement de l'Union cycliste internationale (UCI).

#### Primes
Le total général des prix distribués sur cette édition de la Flèche wallonne est de 42 750 €. Sur cette somme, 40 000 € représentent les prix distribués à l'arrivée. Cette somme se décompose ainsi : le 1er remporte 16 000 €, le deuxième 8 000 €, le troisième 4 000 €, le quatrième 2 000 €, le cinquième 1 600 €, le sixième et le septième 1 200 €, le huitième et le neuvième 800 €, et 400 € du dixième au vingtième. Les vingt prix sont attribués suivant le barème de l'UCI,. Chaque coureur passant en tête d'une des onze difficultés du jour reçoit également 250 €.
| Position | 1er      | 2e      | 3e      | 4e      | 5e      | 6e      | 7e      | 8e    | 9e    | 10e à 20e |
| Prix     | 16 000 € | 8 000 € | 4 000 € | 2 000 € | 1 600 € | 1 200 € | 1 100 € | 800 € | 400 € | 400 €     |

### Sponsors et caravane publicitaire
Les sponsors de la Flèche wallonne sont les entreprises Boels Rental, Dimension Data, VOO, Lotto, Cofidis, Festina, Škoda, RAGT Semences et Mavic. Festina assure le chronométrage de la course, Škoda équipe ASO en véhicules et Mavic assure une assistance neutre aux coureurs durant l'épreuve.
En marge de la course, une caravane publicitaire effectue le parcours. Son départ a lieu une heure avant celui des coureurs.

### Favoris

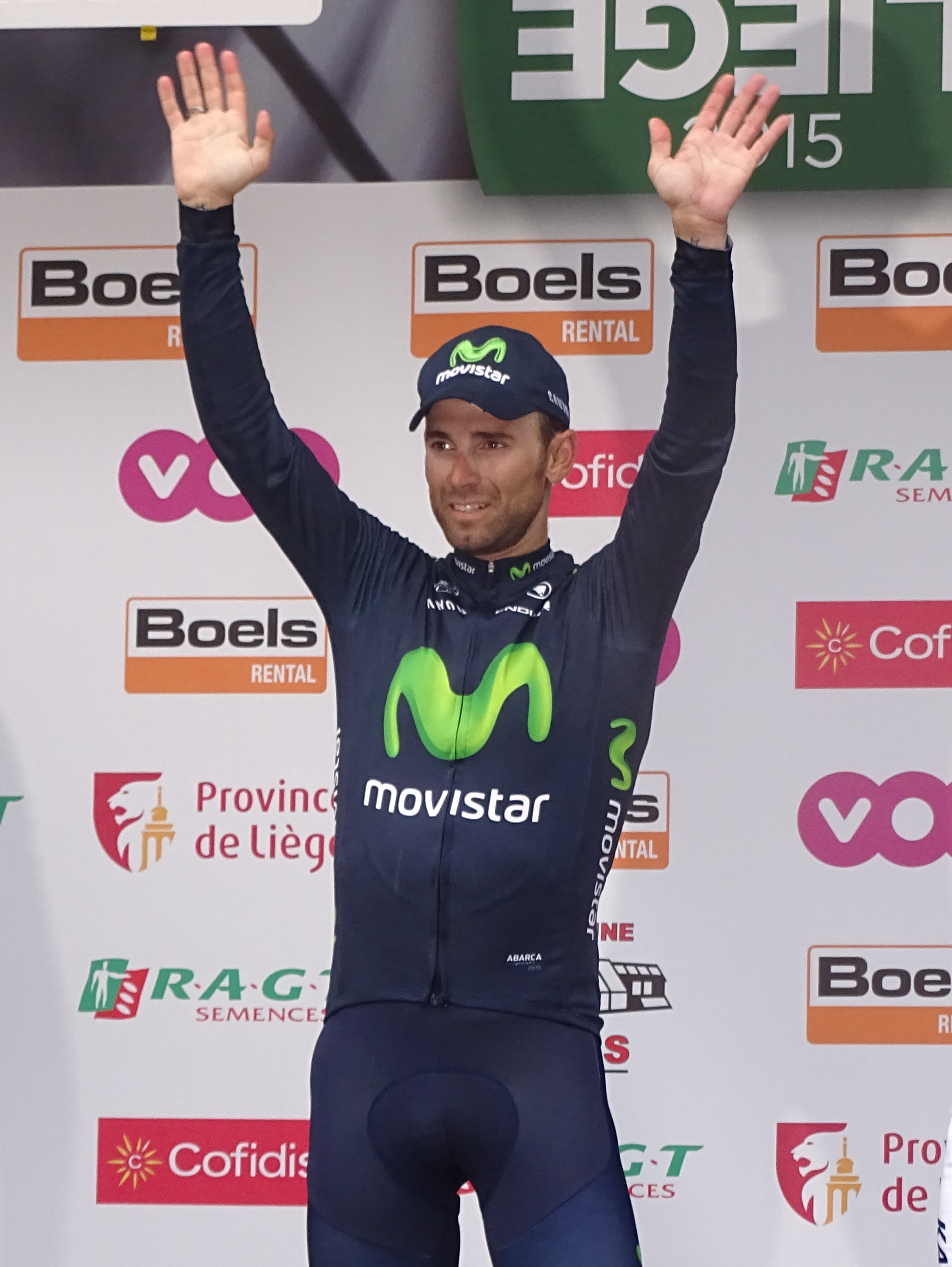
Alejandro Valverde, ici lors du podium de Liège-Bastogne-Liège 2015, est favori de cette édition de la Flèche wallonne.

La décision sur la Flèche wallonne se produit depuis plusieurs années lors de la dernière ascension du mur de Huy. L'ajout de la côte de Cherave est réalisé dans l'optique de rendre le final de la course plus difficile et moins ennuyeux,,. La configuration amenée par cette montée dont le sommet est à 5,5 km de l'arrivée doit pouvoir permettre à un groupe de coureurs de s'extraire du peloton sur l'avant-dernière montée et de maintenir un avantage jusqu'à la ligne d'arrivée. Aucune échappée n'a été victorieuse de la Flèche wallonne depuis 2003 et la victoire de l'Espagnol Igor Astarloa.
Le principal prétendant à la victoire est le compatriote de ce dernier Alejandro Valverde (Movistar), tenant du titre et également lauréat en 2006,. Valverde montre une bonne condition physique lors de l'Amstel Gold Race qu'il termine deuxième derrière le Polonais Michał Kwiatkowski (Etixx-Quick Step). Les pentes les plus raides du mur de Huy sont censées avantager Valverde, ce qui n'empêche pas Kwiatkowski d'être cité parmi les favoris potentiels.
Trois autres anciens vainqueurs sont également au départ : le Belge Philippe Gilbert (BMC Racing), lauréat en 2011, deux autres Espagnols de l'équipe Katusha, Joaquim Rodríguez, gagnant en 2012 et Daniel Moreno, vainqueur en 2013. Tous ont le profil pour être performants lors de la montée finale. D'autres coureurs peuvent être également cités pour viser la victoire, tels que l'Irlandais Daniel Martin (Cannondale-Garmin) ou le Colombien Sergio Henao (Sky),,.
Cette édition de la Flèche wallonne amène également des coureurs focalisés sur le Tour de France 2015 à se présenter au départ. Le final de la course avec l'enchainement côte de Cherave-mur de Huy est en effet réutilisé lors de la troisième étape de ce Tour de France. Ainsi, le Britannique Christopher Froome (Sky), l'Italien Vincenzo Nibali (Astana) ou le Colombien Nairo Quintana (Movistar) sont présents dans cette optique.

## Récit de la course

### Début de course
Lors de cette course, qui se dispute par un temps sec et ensoleillé et qui est aussi le cadre d'un hommage à l'ancien double vainqueur belge Claude Criquielion mort le 18 février 2015, une échappée se forme dans les dix premiers kilomètres. Elle est composée de sept coureurs : les Belges Thomas De Gendt (Lotto-Soudal), Jérôme Baugnies (Wanty-Groupe Gobert) et Pieter Vanspeybrouck (Topsport Vlaanderen-Baloise), les Néerlandais Mike Teunissen (Lotto NL-Jumbo) et Reinier Honig (Roompot Oranje Peloton), le Français Brice Feillu (Bretagne-Séché Environnement) et l'Italien Daniele Ratto (UnitedHealthcare). L'échappée se construit une avance de huit minutes avec De Gendt qui fait le rythme lors des montées. Le peloton principal est essentiellement emmené par les équipes Katusha et Movistar.
Le premier fait de course majeur a lieu à l'approche de la première ascension du mur de Huy. L'Irlandais Daniel Martin (Cannondale-Garmin), l'un des favoris pour la course, et le Portugais Tiago Machado (Katusha) se touchent et les deux coureurs chutent. Martin après avoir un temps repris la course abandonne dans l'optique de récupérer pour Liège-Bastogne-Liège qui se dispute quatre jours plus tard,. Au sommet de la première ascension du mur de Huy, l'avance de l'échappée est réduite à moins de six minutes.
Après avoir quitté Huy, l'équipe Sky prend la tête du peloton avec le Britannique Peter Kennaugh ce qui fait passer l'écart avec l'échappée à cinq minutes. Honig et Teunissen sont distancés du groupe de tête dans la deuxième ascension de la côte de Bellaire. Alors que la course revient vers Huy, le peloton est de nouveau mené par les formations Movistar et Katusha rejointes par celle d'Etixx-Quick Step,.

### Circuits autour de Huy
À environ 50 km de l'arrivée, une autre chute se produit dans le peloton en raison d'une route rendue plus étroite par des voitures garées de chaque côté. Cette chute implique plusieurs coureurs dont notamment l'ancien vainqueur et favori le Belge Philippe Gilbert (BMC Racing) ainsi que notamment le Colombien Julián Arredondo et le Luxembourgeois Bob Jungels, deux coureurs de l'équipe Trek Factory Racing. Gilbert abandonne peu après. De nouvelles chutes émaillent cette course nerveuse. Celle arrivant à 40 km de l'arrivée affecte les deux coureurs de la formation Sky, le Norvégien Lars Petter Nordhaug et le Néerlandais Wout Poels, mais aussi l'Américain Benjamin King (Cannondale-Garmin), les Français Amaël Moinard (BMC Racing) et Anthony Roux (FDJ). Poels se retrouve dans un fossé avec un Français blessé au-dessus de lui. S'ensuit un autre incident, impliquant le Belge Jelle Vanendert (Lotto-Soudal), le Russe Alexey Tsatevitch (Katusha) et le Français Kévin Réza (FDJ).
L'avant-dernière ascension du mur de Huy amène l'échapper à se morceler. Seuls les Belges Thomas De Gendt (Lotto-Soudal) et Jérôme Baugnies (Wanty-Groupe Gobert) restent en tête et conservent un avantage de 50 secondes d'avance sur le peloton. L'Italien Giovanni Visconti (Movistar) et l'Espagnol Luis León Sánchez (Astana) attaquent le peloton dans la montée et rejoignent De Gendt et Baugnies peu après, tandis que derrière les équipes Katusha et Etixx-Quick Step mènent la chasse. L'Américain Tejay van Garderen (BMC Racing) attaque à son tour lors de la montée de la côte d'Ereffe pendant que Visconti et Sánchez distancent à l'avant De Gendt et Baugnies. De Gendt aide alors son coéquipier et compatriote Louis Vervaeke à rejoindre van Garderen. Vervaeke, van Garderen et Baugnies collaborent brièvement mais n'arrivent pas à combler leur retard sur le duo de tête et sont finalement repris par le peloton à 13,4 km de l'arrivée.

### Fin de course

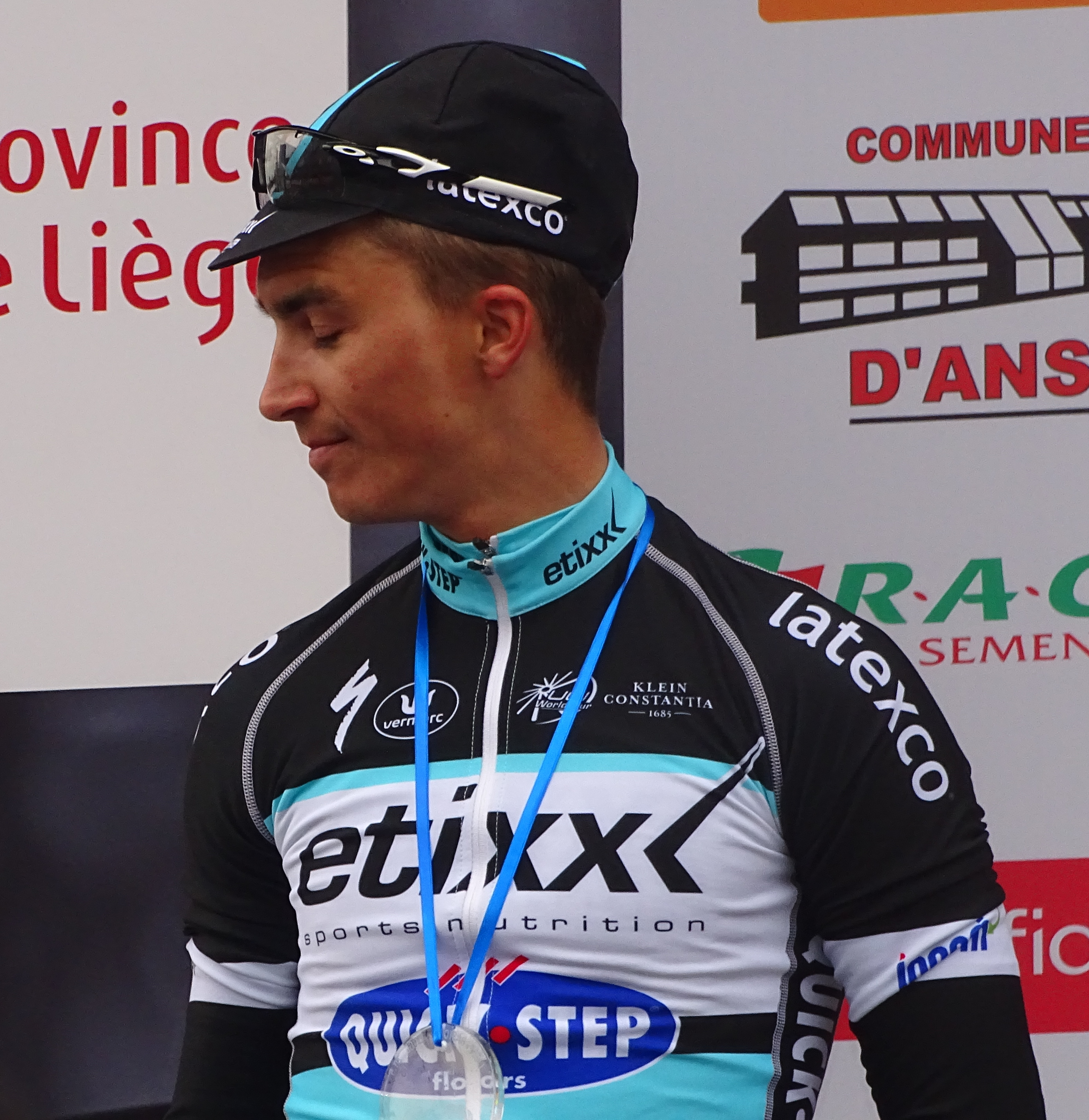
Julian Alaphilippe, ici lors du podium de Liège-Bastogne-Liège 2015, est deuxième de cette édition de la Flèche wallonne.

L'Italien Giovanni Visconti (Movistar) et l'Espagnol Luis León Sánchez (Astana) sont toujours en tête de course et possèdent 20 secondes d'avance à 12 km du terme. À ce moment, un autre accident se produit dans le peloton qui implique plusieurs coureurs de la formation IAM, l'Espagnol Samuel Sánchez (BMC Racing), le Français Bryan Coquard (Europcar) et le Britannique Christopher Froome (Sky). Froome subit des coupures sur son côté gauche, avec du sang visible à travers les déchirures sur son cuissard. Il termine la course à distance de la lutte pour la victoire.
À l'approche de la côte de Cherave, le Néerlandais Huub Duyn (Roompot Oranje Peloton) attaque mais ne peut prendre de l'avance, l'Allemand Tony Martin (Etixx-Quick Step) roulant en tête du peloton pour le compte de son coéquipier le Polonais Michał Kwiatkowski. L'Italien Vincenzo Nibali (Astana) attaque dans la côte, ne creuse pas l'écart mais se rapproche de Visconti et Sánchez. Peu de temps après, le Belge Tim Wellens (Lotto-Soudal) s'échappe, rattrape puis distance Visconti et Sánchez. L'Italien Giampaolo Caruso (Katusha) se lance à sa poursuite mais n'arrive pas à revenir sur Wellens et est repris par le peloton peu après,.
Wellens dispose de 15 secondes d'avance au pied de l'ascension finale du mur de Huy et s'accroche jusqu'à 600 m de l'arrivée. Le peloton, mené par la formation Lampre-Merida pour la première partie de l'ascension, reste groupé durant l'ensemble de la montée, aucun coureur ne s'échappant sur les sections raides. Dans les dernières centaines de mètres, l'Espagnol Alejandro Valverde (Movistar) se place en tête de groupe entre 250 et 400 m de l'arrivée, et accélère progressivement en vue de la ligne. Il creuse un écart suffisant et remporte la victoire devant le Français Julian Alaphilippe (Etixx-Quick Step), le Suisse Michael Albasini (Orica-GreenEDGE) se classe troisième dans le temps du vainqueur,.

## Classements

### Classement final
| Classement final | Classement final   | Classement final | Classement final  | Classement final  |
|                  | Coureur            | Pays             | Équipe            | Temps             |
| ---------------- | ------------------ | ---------------- | ----------------- | ----------------- |
| 1er              | Alejandro Valverde | Espagne          | Movistar          | en 5 h 8 min 22 s |
| 2e               | Julian Alaphilippe | France           | Etixx-Quick Step  | + 0 s             |
| 3e               | Michael Albasini   | Suisse           | Orica-GreenEDGE   | + 0 s             |
| 4e               | Joaquim Rodríguez  | Espagne          | Katusha           | + 0 s             |
| 5e               | Daniel Moreno      | Espagne          | Katusha           | + 0 s             |
| 6e               | Alexis Vuillermoz  | France           | AG2R La Mondiale  | + 4 s             |
| 7e               | Sergio Henao       | Colombie         | Sky               | + 4 s             |
| 8e               | Jakob Fuglsang     | Danemark         | Astana            | + 4 s             |
| 9e               | Tom-Jelte Slagter  | Pays-Bas         | Cannondale-Garmin | + 4 s             |
| 10e              | Wilco Kelderman    | Pays-Bas         | Lotto NL-Jumbo    | + 4 s             |
| modifier         |                    |                  |                   |                   |

### UCI World Tour
Cette Flèche wallonne attribue des points pour l'UCI World Tour 2015, par équipes uniquement aux équipes ayant un label WorldTeam, individuellement uniquement aux coureurs des équipes ayant un label WorldTeam.
| Position,          | 1er | 2e | 3e | 4e | 5e | 6e | 7e | 8e | 9e | 10e |
| Classement général | 80  | 60 | 50 | 40 | 30 | 22 | 14 | 10 | 6  | 2   |

Grâce aux 80 points attribués au vainqueur de la course, l'Espagnol Alejandro Valverde (Movistar) se hisse au deuxième rang du classement de l'UCI World Tour. Il compte alors 238 points, soit 65 de retard sur le leader australien Richie Porte (Sky). Les 40 points marqués par l'Espagnol Joaquim Rodríguez (Katusha) lui permettent de rentrer dans les dix premiers du classement individuel. La formation belge Etixx-Quick Step conserve la tête du classement par équipes. L'Australie fait de même au classement par nations mais voit l'Espagne réduire son retard à un point.

#### Classement individuel
Ci-dessous, le classement individuel de l'UCI World Tour à l'issue de la course.
| Rang | Coureur            | Équipe           | Points |
| ---- | ------------------ | ---------------- | ------ |
| 1    | Richie Porte       | Sky              | 303    |
| 2    | Alejandro Valverde | Movistar         | 238    |
| 3    | Alexander Kristoff | Katusha          | 237    |
| 4    | John Degenkolb     | Giant-Alpecin    | 232    |
| 5    | Michał Kwiatkowski | Etixx-Quick Step | 195    |
| 6    | Geraint Thomas     | Sky              | 184    |
| 7    | Greg Van Avermaet  | BMC Racing       | 178    |
| 8    | Nairo Quintana     | Movistar         | 168    |
| 9    | Joaquim Rodríguez  | Katusha          | 160    |
| 10   | Zdeněk Štybar      | Etixx-Quick Step | 152    |

#### Classement par pays
Ci-dessous, le classement par pays de l'UCI World Tour à l'issue de la course.
| Rang | Pays        | Points |
| ---- | ----------- | ------ |
| 1    | Australie   | 638    |
| 2    | Espagne     | 637    |
| 3    | Colombie    | 442    |
| 4    | Pays-Bas    | 435    |
| 5    | Belgique    | 376    |
| 6    | Italie      | 359    |
| 7    | Royaume-Uni | 266    |
| 8    | France      | 252    |
| 9    | Allemagne   | 241    |
| 10   | Norvège     | 237    |

#### Classement par équipes
Ci-dessous, le classement par équipes de l'UCI World Tour à l'issue de la course.
| Rang | Équipe           | Points |
| ---- | ---------------- | ------ |
| 1    | Etixx-Quick Step | 699    |
| 2    | Sky              | 643    |
| 3    | Katusha          | 585    |
| 4    | Movistar         | 563    |
| 5    | BMC Racing       | 410    |
| 6    | Orica-GreenEDGE  | 326    |
| 7    | Giant-Alpecin    | 302    |
| 8    | Tinkoff-Saxo     | 278    |
| 9    | Lampre-Merida    | 257    |
| 10   | Lotto-Soudal     | 236    |

## Bilan et réactions
Cette édition de la Flèche wallonne est décrite comme étant « une course incroyablement ennuyeuse » sur le site internet du magazine spécialisé britannique Cycling Weekly,. Alejandro Valverde, cependant, ne voit pas l'épreuve sous cet angle et considère qu'elle a été « dangereuse », en raison des nombreuses chutes qui se sont produites à l'avant du peloton, et qu'elle était « la course la plus nerveuse [qu'il peut] se rappeler avoir faite »,. Valverde remporte à cette occasion sa troisième victoire dans la Flèche wallonne, ce qui lui permet de rejoindre Marcel Kint, Eddy Merckx, Moreno Argentin et Davide Rebellin au palmarès des coureurs les plus titrés dans la classique wallonne. Il déclare que rejoindre Merckx sur ce record est un « grand honneur ». Valverde ambitionne ensuite de remporter pour la troisième fois Liège-Bastogne-Liège, ce qu'il parvient à faire,.

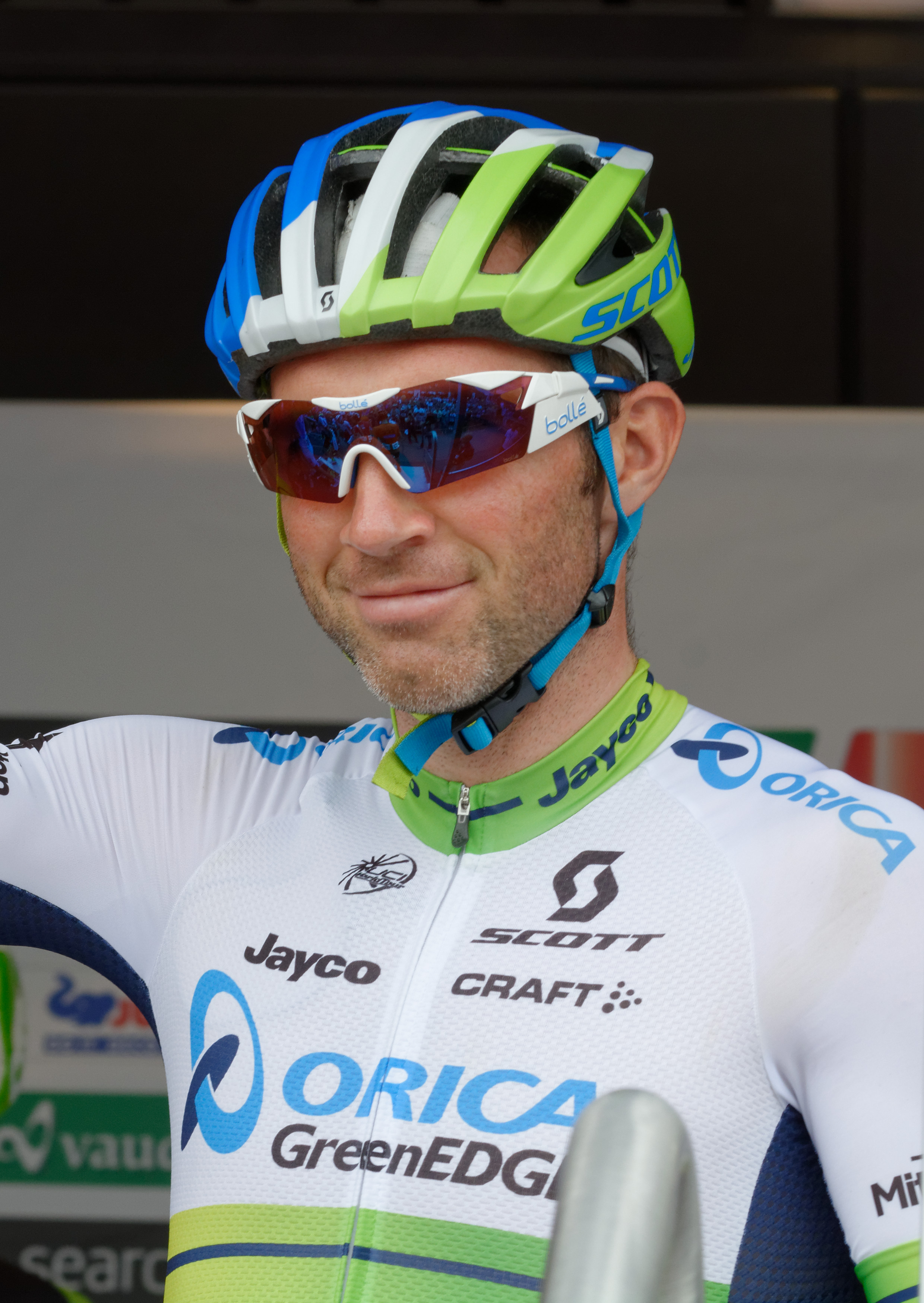
Michael Albasini, ici au Tour de Suisse 2015, est troisième de cette édition de la Flèche wallonne.

Julian Alaphilippe, deuxième, déclare après la course que pour sa première participation à la Flèche wallonne, il n'était pas là pour disputer la victoire mais en soutien de son coéquipier Michał Kwiatkowski, vainqueur de l'Amstel Gold Race trois jours auparavant. Cependant, dans la montée finale, Alaphilippe se retrouve en meilleure position que son leader et reçoit la consigne de son directeur sportif de disputer le sprint et d'obtenir ainsi le meilleur résultat à ce stade de sa carrière. Voyant son futur sur ce type de courses, il dit : « Ça me donne de l'espoir de progresser et gagner un jour ce genre de course. Les classiques vallonnées me conviennent ». La troisième place de Michael Albasini est un résultat que son équipe n'attendait pas, notamment en raison de l'ajout dans le parcours de la côte de Cherave qui rend le final moins compatible avec son profil de coureur selon son directeur sportif Matthew White. Albasini, lui aussi, décrit la course comme étant « très tendue » et reconnait la supériorité de Valverde.
Les nombreuses chutes durant la course occasionnent des blessures à plusieurs coureurs dont certains de premier plan. Daniel Martin se relève avec des « contusions, éraflures et des douleurs dans le cou » mais sa participation à Liège-Bastogne-Liège reste envisagée et il est effectivement au départ. Philippe Gilbert déclare que sa chute n'est « pas la meilleure préparation » pour Liège-Bastogne-Liège et prévoit de consulter un ostéopathe pour aider à son rétablissement. Christopher Froome ne subit pas de blessures importantes, mais ne prévoit pas de s'aligner sur Liège-Bastogne-Liège. Il effectue en revanche la reconnaissance de l'étape pavée du Tour de France puis reprend la compétition au Tour de Romandie.

## Liste des participants
- Liste de départ complète

| Légende | Légende                                                                    | Légende | Légende                                                    |
| ------- | -------------------------------------------------------------------------- | ------- | ---------------------------------------------------------- |
| Num     | Dossard de départ porté par le coureur sur cette Flèche wallonne           | Pos     | Position à l'arrivée de la course                          |
|         | Indique un maillot de champion national ou mondial, suivi de sa spécialité | NP      | Indique un coureur qui n'a pas pris le départ de la course |
| AB      | Indique un coureur qui n'a pas terminé la course                           | HD      | Indique un coureur qui a terminé la course hors des délais |

| Movistar MOV                          | Movistar MOV             | Movistar MOV |
| ------------------------------------- | ------------------------ | ------------ |
| Num                                   | Coureur                  | Pos          |
| 1                                     | Alejandro Valverde (ESP) | 1er          |
| 2                                     | Imanol Erviti (ESP)      | AB           |
| 3                                     | José Herrada (ESP)       | 75e          |
| 4                                     | Gorka Izagirre (ESP)     | 44e          |
| 5                                     | Nairo Quintana (COL)     | 76e          |
| 6                                     | José Joaquín Rojas (ESP) | 38e          |
| 7                                     | Rory Sutherland (AUS)    | AB           |
| 8                                     | Giovanni Visconti (ITA)  | 41e          |
| Directeur sportif : José Luis Arrieta |                          |              |

| Cannondale-Garmin TCG                | Cannondale-Garmin TCG      | Cannondale-Garmin TCG |
| ------------------------------------ | -------------------------- | --------------------- |
| Num                                  | Coureur                    | Pos                   |
| 11                                   | Daniel Martin (IRL)        | AB                    |
| 12                                   | Davide Formolo (ITA)       | 35e                   |
| 13                                   | Nathan Haas (AUS)          | 97e                   |
| 14                                   | Alex Howes (USA)           | 111e                  |
| 15                                   | Benjamin King (USA)        | AB                    |
| 16                                   | Matej Mohorič (SLO)        | AB                    |
| 17                                   | Ramūnas Navardauskas (LTU) | AB                    |
| 18                                   | Tom-Jelte Slagter (NED)    | 9e                    |
| Directeur sportif : Eric Van Lancker |                            |                       |

| Etixx-Quick Step EQS               | Etixx-Quick Step EQS             | Etixx-Quick Step EQS |
| ---------------------------------- | -------------------------------- | -------------------- |
| Num                                | Coureur                          | Pos                  |
| 21                                 | Michał Kwiatkowski (POL) (Route) | 33e                  |
| 22                                 | Julian Alaphilippe (FRA)         | 2e                   |
| 23                                 | Maxime Bouet (FRA)               | 106e                 |
| 24                                 | Gianluca Brambilla (ITA)         | 34e                  |
| 25                                 | Michał Gołaś (POL)               | 100e                 |
| 26                                 | Tony Martin (GER)                | 92e                  |
| 27                                 | Pieter Serry (BEL)               | 109e                 |
| 28                                 | Petr Vakoč (CZE)                 | 122e                 |
| Directeur sportif : Davide Bramati |                                  |                      |

| Astana AST                         | Astana AST                    | Astana AST |
| ---------------------------------- | ----------------------------- | ---------- |
| Num                                | Coureur                       | Pos        |
| 31                                 | Vincenzo Nibali (ITA) (Route) | 20e        |
| 32                                 | Jakob Fuglsang (DEN)          | 8e         |
| 33                                 | Andriy Grivko (UKR)           | 79e        |
| 34                                 | Luis León Sánchez (ESP)       | 54e        |
| 35                                 | Michele Scarponi (ITA)        | 18e        |
| 36                                 | Rein Taaramäe (EST)           | AB         |
| 37                                 | Alessandro Vanotti (ITA)      | 112e       |
| 38                                 | Lieuwe Westra (NED)           | NP         |
| Directeur sportif : Stefano Zanini |                               |            |

| Sky SKY                           | Sky SKY                      | Sky SKY |
| --------------------------------- | ---------------------------- | ------- |
| Num                               | Coureur                      | Pos     |
| 41                                | Christopher Froome (GBR)     | 123e    |
| 42                                | Philip Deignan (IRL)         | AB      |
| 43                                | Sergio Henao (COL)           | 7e      |
| 44                                | Peter Kennaugh (GBR) (Route) | AB      |
| 45                                | Vasil Kiryienka (BLR)        | 93e     |
| 46                                | Lars Petter Nordhaug (NOR)   | AB      |
| 47                                | Wout Poels (NED)             | AB      |
| 48                                | Nicolas Roche (IRL)          | 27e     |
| Directeur sportif : Gabriel Rasch |                              |         |

| BMC Racing BMC                   | BMC Racing BMC           | BMC Racing BMC |
| -------------------------------- | ------------------------ | -------------- |
| Num                              | Coureur                  | Pos            |
| 51                               | Philippe Gilbert (BEL)   | AB             |
| 52                               | Brent Bookwalter (USA)   | 53e            |
| 53                               | Ben Hermans (BEL)        | 23e            |
| 54                               | Amaël Moinard (FRA)      | AB             |
| 55                               | Samuel Sánchez (ESP)     | 103e           |
| 56                               | Dylan Teuns (BEL)        | 13e            |
| 57                               | Tejay van Garderen (USA) | 102e           |
| 58                               | Danilo Wyss (SUI)        | 118e           |
| Directeur sportif : Valerio Piva |                          |                |

| Katusha KAT                      | Katusha KAT             | Katusha KAT |
| -------------------------------- | ----------------------- | ----------- |
| Num                              | Coureur                 | Pos         |
| 61                               | Joaquim Rodríguez (ESP) | 4e          |
| 62                               | Giampaolo Caruso (ITA)  | 46e         |
| 63                               | Dmitry Kozontchuk (RUS) | AB          |
| 64                               | Sergueï Lagoutine (RUS) | 105e        |
| 65                               | Alberto Losada (ESP)    | 77e         |
| 66                               | Tiago Machado (POR)     | 80e         |
| 67                               | Daniel Moreno (ESP)     | 5e          |
| 68                               | Alexey Tsatevitch (RUS) | AB          |
| Directeur sportif : José Azevedo |                         |             |

| Tinkoff-Saxo TCS               | Tinkoff-Saxo TCS              | Tinkoff-Saxo TCS |
| ------------------------------ | ----------------------------- | ---------------- |
| Num                            | Coureur                       | Pos              |
| 71                             | Rafał Majka (POL)             | 82e              |
| 72                             | Manuele Boaro (ITA)           | 81e              |
| 73                             | Robert Kišerlovski (CRO)      | 32e              |
| 74                             | Roman Kreuziger (CZE)         | 11e              |
| 75                             | Evgueni Petrov (RUS)          | AB               |
| 76                             | Ivan Rovny (RUS)              | AB               |
| 77                             | Chris Anker Sørensen (DEN)    | 84e              |
| 78                             | Michael Valgren (DEN) (Route) | AB               |
| Directeur sportif : Sean Yates |                               |                  |

| Trek Factory Racing TFR          | Trek Factory Racing TFR     | Trek Factory Racing TFR |
| -------------------------------- | --------------------------- | ----------------------- |
| Num                              | Coureur                     | Pos                     |
| 81                               | Bauke Mollema (NED)         | 19e                     |
| 82                               | Julián Arredondo (COL)      | AB                      |
| 83                               | Fumiyuki Beppu (JPN)        | 126e                    |
| 84                               | Laurent Didier (LUX)        | 113e                    |
| 85                               | Fabio Felline (ITA)         | 30e                     |
| 86                               | Bob Jungels (LUX)           | AB                      |
| 87                               | Fränk Schleck (LUX) (Route) | 58e                     |
| 88                               | Calvin Watson (AUS)         | AB                      |
| Directeur sportif : Kim Andersen |                             |                         |

| Lampre-Merida LAM                    | Lampre-Merida LAM   | Lampre-Merida LAM |
| ------------------------------------ | ------------------- | ----------------- |
| Num                                  | Coureur             | Pos               |
| 91                                   | Rui Costa (POR)     | 28e               |
| 92                                   | Matteo Bono (ITA)   | AB                |
| 93                                   | Valerio Conti (ITA) | 91e               |
| 94                                   | Manuele Mori (ITA)  | 90e               |
| 95                                   | Jan Polanc (SLO)    | 60e               |
| 96                                   | José Serpa (COL)    | 98e               |
| 97                                   | Diego Ulissi (ITA)  | 50e               |
| 98                                   | Rafael Valls (ESP)  | 42e               |
| Directeur sportif : Philippe Mauduit |                     |                   |

| AG2R La Mondiale ALM              | AG2R La Mondiale ALM    | AG2R La Mondiale ALM |
| --------------------------------- | ----------------------- | -------------------- |
| Num                               | Coureur                 | Pos                  |
| 101                               | Carlos Betancur (COL)   | 56e                  |
| 102                               | Jan Bakelants (BEL)     | 40e                  |
| 103                               | Mikaël Cherel (FRA)     | 63e                  |
| 104                               | Ben Gastauer (LUX)      | 89e                  |
| 105                               | Sébastien Minard (FRA)  | AB                   |
| 106                               | Matteo Montaguti (ITA)  | AB                   |
| 107                               | Rinaldo Nocentini (ITA) | 12e                  |
| 108                               | Alexis Vuillermoz (FRA) | 6e                   |
| Directeur sportif : Julien Jurdie |                         |                      |

| Lotto-Soudal LTS                  | Lotto-Soudal LTS       | Lotto-Soudal LTS |
| --------------------------------- | ---------------------- | ---------------- |
| Num                               | Coureur                | Pos              |
| 111                               | Jelle Vanendert (BEL)  | AB               |
| 112                               | Sander Armée (BEL)     | 68e              |
| 113                               | Bart De Clercq (BEL)   | 66e              |
| 114                               | Thomas De Gendt (BEL)  | 99e              |
| 115                               | Pim Ligthart (NED)     | AB               |
| 116                               | Dennis Vanendert (BEL) | AB               |
| 117                               | Louis Vervaeke (BEL)   | 87e              |
| 118                               | Tim Wellens (BEL)      | 31e              |
| Directeur sportif : Herman Frison |                        |                  |

| Europcar EUC                        | Europcar EUC            | Europcar EUC |
| ----------------------------------- | ----------------------- | ------------ |
| Num                                 | Coureur                 | Pos          |
| 121                                 | Pierre Rolland (FRA)    | 14e          |
| 122                                 | Yukiya Arashiro (JPN)   | 67e          |
| 123                                 | Bryan Coquard (FRA)     | 108e         |
| 124                                 | Jérôme Cousin (FRA)     | AB           |
| 125                                 | Romain Guillemois (FRA) | AB           |
| 126                                 | Bryan Nauleau (FRA)     | 127e         |
| 127                                 | Perrig Quéméneur (FRA)  | AB           |
| 128                                 | Angélo Tulik (FRA)      | 124e         |
| Directeur sportif : Andy Flickinger |                         |              |

| Lotto NL-Jumbo TLJ                | Lotto NL-Jumbo TLJ       | Lotto NL-Jumbo TLJ |
| --------------------------------- | ------------------------ | ------------------ |
| Num                               | Coureur                  | Pos                |
| 131                               | Wilco Kelderman (NED)    | 10e                |
| 132                               | Robert Gesink (NED)      | 25e                |
| 133                               | Tom Leezer (NED)         | AB                 |
| 134                               | Bert-Jan Lindeman (NED)  | AB                 |
| 135                               | Paul Martens (GER)       | 104e               |
| 136                               | Laurens ten Dam (NED)    | 101e               |
| 137                               | Mike Teunissen (NED)     | 132e               |
| 138                               | Nick van der Lijke (NED) | AB                 |
| Directeur sportif : Merijn Zeeman |                          |                    |

| Orica-GreenEDGE OGE                 | Orica-GreenEDGE OGE    | Orica-GreenEDGE OGE |
| ----------------------------------- | ---------------------- | ------------------- |
| Num                                 | Coureur                | Pos                 |
| 141                                 | Michael Albasini (SUI) | 3e                  |
| 142                                 | Esteban Chaves (COL)   | 45e                 |
| 143                                 | Simon Clarke (AUS)     | AB                  |
| 144                                 | Damien Howson (AUS)    | AB                  |
| 145                                 | Michael Matthews (AUS) | AB                  |
| 146                                 | Christian Meier (CAN)  | AB                  |
| 147                                 | Pieter Weening (NED)   | 94e                 |
| 148                                 | Simon Yates (GBR)      | 62e                 |
| Directeur sportif : Laurenzo Lapage |                        |                     |

| Giant-Alpecin TGA                | Giant-Alpecin TGA         | Giant-Alpecin TGA |
| -------------------------------- | ------------------------- | ----------------- |
| Num                              | Coureur                   | Pos               |
| 151                              | Warren Barguil (FRA)      | 26e               |
| 152                              | Lawson Craddock (USA)     | AB                |
| 153                              | Caleb Fairly (USA)        | 95e               |
| 154                              | Johannes Fröhlinger (GER) | 125e              |
| 155                              | Thierry Hupond (FRA)      | AB                |
| 156                              | Ji Cheng (CHN)            | AB                |
| 157                              | Fredrik Ludvigsson (SWE)  | AB                |
| 158                              | Georg Preidler (AUT)      | 37e               |
| Directeur sportif : Aike Visbeek |                           |                   |

| FDJ                               | FDJ                           | FDJ |
| --------------------------------- | ----------------------------- | --- |
| Num                               | Coureur                       | Pos |
| 161                               | Arthur Vichot (FRA)           | 88e |
| 162                               | Olivier Le Gac (FRA)          | AB  |
| 163                               | Steve Morabito (SUI)          | 22e |
| 164                               | Laurent Pichon (FRA)          | AB  |
| 165                               | Kévin Réza (FRA)              | AB  |
| 166                               | Anthony Roux (FRA)            | AB  |
| 167                               | Benoît Vaugrenard (FRA)       | 96e |
| 168                               | Jussi Veikkanen (FIN) (Route) | AB  |
| Directeur sportif : Franck Pineau |                               |     |

| IAM                                 | IAM                         | IAM  |
| ----------------------------------- | --------------------------- | ---- |
| Num                                 | Coureur                     | Pos  |
| 171                                 | Mathias Frank (SUI)         | 17e  |
| 172                                 | Clément Chevrier (FRA)      | AB   |
| 174                                 | Jonathan Fumeaux (SUI)      | AB   |
| 175                                 | Pirmin Lang (SUI)           | AB   |
| 176                                 | Jarlinson Pantano (COL)     | AB   |
| 177                                 | Sébastien Reichenbach (SUI) | 24e  |
| 178                                 | Lawrence Warbasse (USA)     | 59e  |
| 179                                 | Patrick Schelling (SUI)     | 120e |
| Directeur sportif : Kjell Carlström |                             |      |

| Topsport Vlaanderen-Baloise TSV       | Topsport Vlaanderen-Baloise TSV | Topsport Vlaanderen-Baloise TSV |
| ------------------------------------- | ------------------------------- | ------------------------------- |
| Num                                   | Coureur                         | Pos                             |
| 181                                   | Victor Campenaerts (BEL)        | 52e                             |
| 182                                   | Floris De Tier (BEL)            | 43e                             |
| 183                                   | Pieter Jacobs (BEL)             | 86e                             |
| 184                                   | Thomas Sprengers (BEL)          | 73e                             |
| 185                                   | Preben Van Hecke (BEL)          | 119e                            |
| 186                                   | Pieter Vanspeybrouck (BEL)      | 121e                            |
| 187                                   | Arthur Vanoverberghe (BEL)      | AB                              |
| 188                                   | Otto Vergaerde (BEL)            | AB                              |
| Directeur sportif : Walter Planckaert |                                 |                                 |

| Cofidis COF                     | Cofidis COF             | Cofidis COF |
| ------------------------------- | ----------------------- | ----------- |
| Num                             | Coureur                 | Pos         |
| 191                             | Luis Ángel Maté (ESP)   | 48e         |
| 192                             | Yoann Bagot (FRA)       | AB          |
| 193                             | Nicolas Edet (FRA)      | AB          |
| 194                             | Romain Hardy (FRA)      | AB          |
| 195                             | Rudy Molard (FRA)       | 29e         |
| 196                             | Stéphane Rossetto (FRA) | 57e         |
| 197                             | Julien Simon (FRA)      | 21e         |
| 198                             | Clément Venturini (FRA) | AB          |
| Directeur sportif : Didier Rous |                         |             |

| Wanty-Groupe Gobert WGG                      | Wanty-Groupe Gobert WGG | Wanty-Groupe Gobert WGG |
| -------------------------------------------- | ----------------------- | ----------------------- |
| Num                                          | Coureur                 | Pos                     |
| 201                                          | Enrico Gasparotto (ITA) | 15e                     |
| 202                                          | Simone Antonini (ITA)   | AB                      |
| 203                                          | Jérôme Baugnies (BEL)   | 114e                    |
| 204                                          | Francis De Greef (BEL)  | 49e                     |
| 205                                          | Yannick Eijssen (BEL)   | 83e                     |
| 206                                          | Marco Minnaard (NED)    | 47e                     |
| 207                                          | Mirko Selvaggi (ITA)    | 78e                     |
| 210                                          | Boris Dron (BEL)        | AB                      |
| Directeur sportif : Hilaire Van der Schueren |                         |                         |

| MTN-Qhubeka MTN                | MTN-Qhubeka MTN                          | MTN-Qhubeka MTN |
| ------------------------------ | ---------------------------------------- | --------------- |
| Num                            | Coureur                                  | Pos             |
| 211                            | Youcef Reguigui (ALG)                    | 110e            |
| 212                            | Steve Cummings (GBR)                     | 72e             |
| 213                            | Jacques Janse van Rensburg (RSA) (Route) | 69e             |
| 214                            | Songezo Jim (RSA)                        | 128e            |
| 215                            | Serge Pauwels (BEL)                      | 39e             |
| 216                            | Kristian Sbaragli (ITA)                  | 64e             |
| 217                            | Andreas Stauff (GER)                     | AB              |
| 218                            | Jay Robert Thomson (RSA)                 | AB              |
| Directeur sportif : Jens Zemke |                                          |                 |

| Bretagne-Séché Environnement BSE    | Bretagne-Séché Environnement BSE | Bretagne-Séché Environnement BSE |
| ----------------------------------- | -------------------------------- | -------------------------------- |
| Num                                 | Coureur                          | Pos                              |
| 221                                 | Pierrick Fédrigo (FRA)           | 55e                              |
| 222                                 | Matthieu Boulo (FRA)             | 107e                             |
| 223                                 | Brice Feillu (FRA)               | 117e                             |
| 224                                 | Armindo Fonseca (FRA)            | 116e                             |
| 225                                 | Jonathan Hivert (FRA)            | 16e                              |
| 226                                 | Pierre-Luc Périchon (FRA)        | AB                               |
| 227                                 | Eduardo Sepúlveda (ARG)          | 71e                              |
| 228                                 | Florian Vachon (FRA)             | 74e                              |
| Directeur sportif : Emmanuel Hubert |                                  |                                  |

| Roompot Oranje Peloton ROP        | Roompot Oranje Peloton ROP | Roompot Oranje Peloton ROP |
| --------------------------------- | -------------------------- | -------------------------- |
| Num                               | Coureur                    | Pos                        |
| 231                               | Jesper Asselman (NED)      | AB                         |
| 232                               | Marc de Maar (NED)         | 65e                        |
| 233                               | Huub Duyn (NED)            | 51e                        |
| 234                               | Reinier Honig (NED)        | 133e                       |
| 235                               | Johnny Hoogerland (NED)    | 85e                        |
| 236                               | Michel Kreder (NED)        | 36e                        |
| 237                               | Maurits Lammertink (NED)   | 70e                        |
| 238                               | Mike Terpstra (NED)        | 115e                       |
| Directeur sportif : Erik Breukink |                            |                            |

| UnitedHealthcare UHC                | UnitedHealthcare UHC     | UnitedHealthcare UHC |
| ----------------------------------- | ------------------------ | -------------------- |
| Num                                 | Coureur                  | Pos                  |
| 241                                 | Daniele Ratto (ITA)      | 130e                 |
| 242                                 | Alessandro Bazzana (ITA) | AB                   |
| 243                                 | Marco Canola (ITA)       | 61e                  |
| 244                                 | Lucas Euser (USA)        | AB                   |
| 245                                 | Davide Frattini (ITA)    | 129e                 |
| 246                                 | Christopher Jones (USA)  | AB                   |
| 247                                 | Kiel Reijnen (USA)       | AB                   |
| 248                                 | Federico Zurlo (ITA)     | 131e                 |
| Directeur sportif : Roberto Damiani |                          |                      |

### Roadbook
1. 1 2  Roadbook 2015, p. 5
2. 1 2  Roadbook 2015, p. 6
3. 1 2 3 4 5  Roadbook 2015, p. 7
4. ↑  Roadbook 2015, p. 6-7
5. 1 2 3 4 5  Roadbook 2015, p. 9
6. ↑  Roadbook 2015, p. 1
7. ↑  Roadbook 2015, p. 10-11